# Reincarnation (鈴木亜美の曲)
「Reincarnation」（リインカーネーション）は、鈴木亜美のシングル。2009年2月25日にavex traxよりリリースされた。

## 解説
- 2009年第一弾シングルで、本人にm-floの☆Taku Takahashiが初めてサウンドプロデュースを担当した作品。日之内エミが作詞を担当した。
- カップリング「Dub-I-Dub」は、デンマーク出身の姉妹・音楽ユニットMe&Myの同曲をエレクトロサウンドでカバーしている。

## 収録曲

### CD
1. Reincarnation（Original）
  - 作詞：日之内エミ／作曲：日之内エミ、☆Taku Takahashi／編曲：☆Taku Takahashi、縄田寿志
2. Dub-I-Dub
  - 作詞・作曲：Susanne、Pernille Georgi、Dean Nielsen／編曲：83key
3. Reincarnation（Extended Version）
4. Reincarnation（Instrumental）

### DVD
1. Reincarnation（music clip）